# Giovanni Anni
Giovanni Anni (ur. 8 maja 1936 w Cagliari) – włoski hokeista na trawie, olimpijczyk.
Grał na pozycji środkowego. Wystąpił na Letnich Igrzyskach Olimpijskich 1960 w dwóch spotkaniach. Zagrał w pojedynku fazy grupowej, w którym Włosi przegrali z Francuzami 0–2, a także w meczu fazy klasyfikacyjnej o miejsca 13–16, gdzie Włosi zremisowali ze Szwajcarami 1–1 (Anni nie zdobył żadnej bramki). Ostatecznie reprezentacja gospodarzy zakończyła turniej na 13. pozycji wśród 16 startujących zespołów.
Mistrz Włoch w latach 1953, 1956, 1958 i 1960. Członek Włoskiej Galerii Sław Hokeja na Trawie.